# À Boca da Canada (Luz)
À Boca da Canada (Luz) é uma localidade da freguesia da Terra Chã, local da Luz Concelho de Angra do Heroísmo, ilha Terceira, arquipélago dos Açores.
Este local da freguesia da Terra Chã é habitado há longos séculos e faz extremos com o local denominado À Boca da Canada (Belém) e com o local denominado À Boca da Canada (Folhadais).